# Clubiona mahensis
Clubiona mahensis là một loài nhện trong họ Clubionidae.
Loài này thuộc chi Clubiona. Clubiona mahensis được Eugène Simon miêu tả năm 1893.